# Serra de la Safor
Serra de la Safor este o arie protejată (sit de importanță comunitară — SCI) din Spania întinsă pe o suprafață de 3.514,55 ha, integral pe uscat.

## Localizare
Centrul sitului Serra de la Safor este situat la coordonatele 38°52′13″N 0°16′18″W / 38.8703°N 0.2717°V.

## Înființare
Situl Serra de la Safor a fost declarat sit de importanță comunitară în iulie 2001 pentru a proteja 11 specii de animale.

## Biodiversitate
Situată în ecoregiunea mediteraneană, aria protejată conține 12 habitate naturale: Lacuri eutrofice naturale cu vegetație de tip Magnopotamion sau Hydrocharition, Tufărișuri termo-mediteraneene și de pre-deșert, Râuri mediteraneene cu debit permanent cu specii de Paspalo-Agrostidion și galerii riverane de Salix și de Populus alba, Lagune de coastă, Pajiști carstice calcaroase sau bazofile, de Alysso-Sedion albi, Păduri termofile cu Fraxinus angustifolia, Pante stâncoase calcaroase cu vegetație casmofită, Liziere de ierburi înalte hidrofile de câmpie și de nivel montan până la alpin, Ape puternic oligomezotrofe cu vegetație bentonică cu Chara spp., Galerii și tufărișuri riverane sudice (Nerio-Tamaricetea și Securinegion tinctoriae), Pseudostepă cu ierburi și specii anuale de Thero-Brachypodietea, Izvoare petrifiante cu formare de travertin (Cratoneurion).
La baza desemnării sitului se află mai multe specii protejate:
- păsări (10): pescăruș albastru (Alcedo atthis), acvilă de munte (Aquila chrysaetos), buha (Bubo bubo), caprimulg (Caprimulgus europaeus), șerpar (Circaetus gallicus), șoim călător (Falco peregrinus), Hieraaetus fasciatus, ciocârlie de pădure (Lullula arborea), Oenanthe leucura, silvie de tufiș (Sylvia undata)
- mamifere (1): liliacul mediteranean cu potcoavă (Rhinolophus euryale)